# Le Sens du devoir 3
Pour plus de détails, voir Fiche technique et Distribution.
Le Sens du devoir 3 (皇家師姐III 雌雄大盗, Huang jia shi jie zhi III: Ci xiong da dao) est un film hongkongais réalisé par Arthur Wong et Brandy Yuen, sorti en 1988.
Cynthia Khan remplace Michelle Yeoh comme actrice principale de la série.

## Synopsis
Yeung, une jeune policière, est mutée dans la section criminelle par son oncle qui veut la protéger des dangers de la rue. Il lui demande d'escorter un policier japonais sans se douter que cette mission sera à haut risque.

## Fiche technique
- Titre : Le Sens du devoir 3
- Titre original : 皇家師姐III 雌雄大盗 (Huang jia shi jie zhi III: Ci xiong da dao)
- Titre anglophone : In the Line of Duty III
- Autre titre anglophone : Force of the Dragon
- Réalisation : Arthur Wong et Brandy Yuen
- Scénario : Chan Kiu-ying
- Musique : Chan Fei-lit
- Photographie : Au Kam-hung et Wong Bo-man
- Production : Norman Chan (superviseur)
- Société de production : D & B Films
- Pays :  Hong Kong
- Genre : Action et policier
- Durée : 90 minutes
- Dates de sortie : 
  -  Hong Kong : 23 septembre 1988

## Distribution
- Cynthia Khan : Rachel Yeung
- Hiroshi Fujioka : Hiroshi Fujioka
- Yung Sai-kit : Nakamura Genji
- Michiko Nishiwaki : Michiko Nishiwaki
- Yueh Hua : Yamamoto
- Paul Chun : l'inspecteur Cameron Chuen
- Melvin Wong : Michael Wong